# Goły Wierch (Baraniec)
Goły Wierch (słow. Holý vrch, 1723 m) – szczyt w południowej grani Barańca w słowackich Tatr Zachodnich. Grań ta poprzez Goły Wierch opada do Kotliny Liptowskiej. Wschodnie stoki Gołego Wierchu opadają do Doliny Tarnowieckiej, zachodnie do Doliny Żarskiej. W stokach zachodnich jest grzęda. Po jej południowej stronie spływa niewielki potok, depresja po północnej stronie jest w górnej części sucha, ale zimą schodzą nią czasami lawiny.

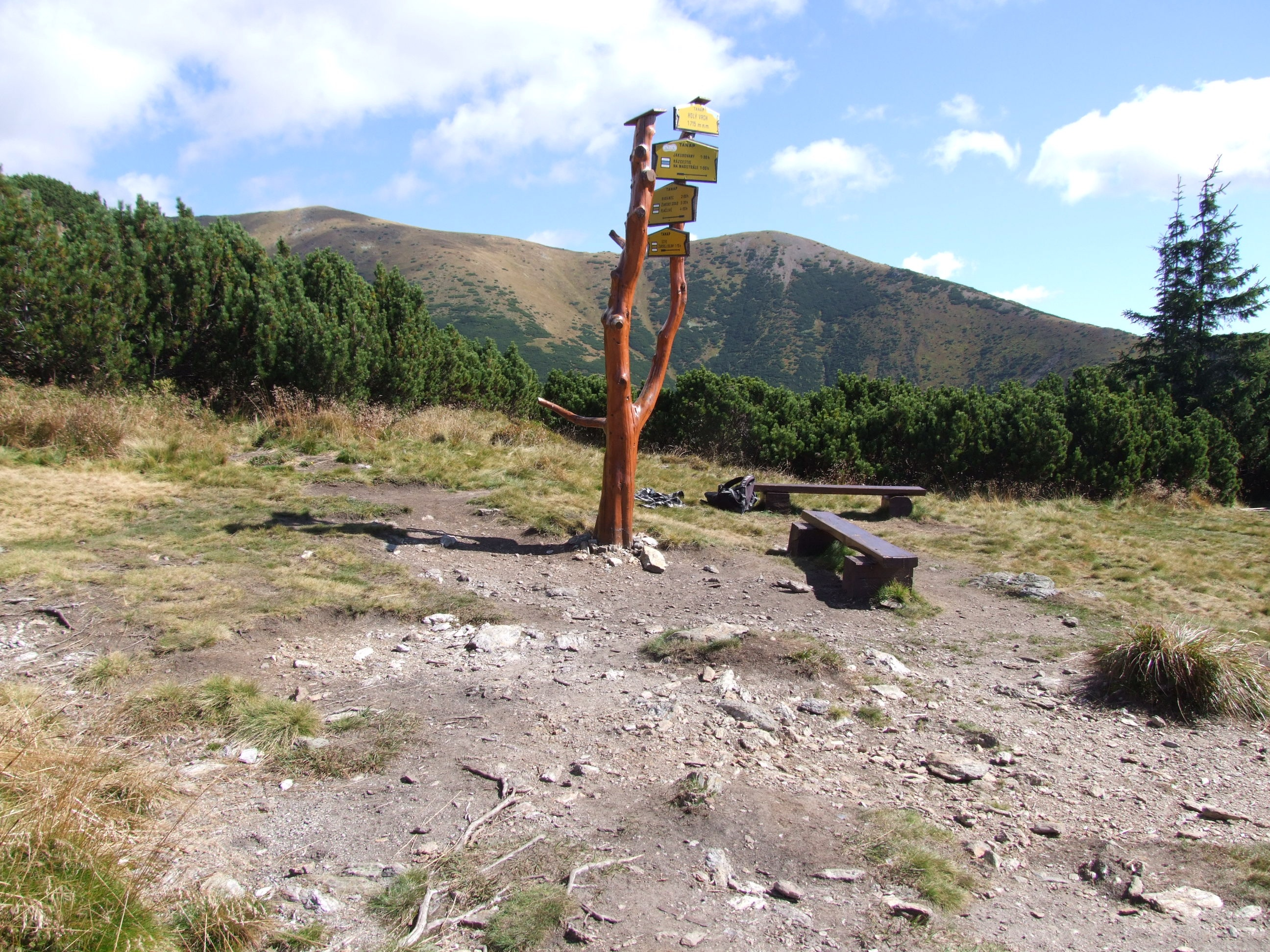
Rozdroże szlaków na Gołym Wierchu

Na Gołym Wierchu grań rozgałęzia się na dwie odnogi; południowo-zachodnią (Stara Stawka) i południowo-wschodnią. Prowadzą nimi dwa szlaki turystyczne. Południowe zbocze pomiędzy tymi odnogami nosi nazwę Ubocz. Trawersuje go zakosami droga leśna, mająca swój początek przy osadzie turystycznej Pod Uboczą. W dolnej części Uboczy ma źródła Koński Potok uchodzący do Tarnowieczanki.
Obecnie Goły Wierch jest całkowicie zalesiony (tylko wierzchołkowe partie porasta kosodrzewina), jednak dawniej musiał być trawiasty, Gołymi Wierchami bowiem nazywano bezleśne, trawiaste wierzchołki gór. Pasterstwo w tym rejonie miało wielowiekową tradycję i było bardzo intensywne. Na wierzchołku Gołego Wierchu jest rozdroże szlaków turystycznych. Krzyżują się tutaj dwa szlaki turystyczne, mające początek na Magistrali Tatrzańskiej. Przy rozdrożu są ławki dla turystów i turystyczne tabliczki informacyjne. Słowacka tabliczka informacyjna podaje wysokość tego miejsca na 1715 m (rozdroże znajduje się nieco poniżej szczytu Gołego Wierchu).

## Szlaki turystyczne
– niebieski: rozdroże pod Gołym Wierchem – Goły Wierch. Czas przejścia: 2:30 h. ↓ 1:50 h
  żółty: wylot Doliny Żarskiej – Stara Stawka – Goły Wierch. Czas przejścia: 2:35 h. ↓ 2:10 h
  żółty: Goły Wierch – Baraniec. Czas przejścia: 1:55 h. ↓ 1:25 h